# Saulius Ritter

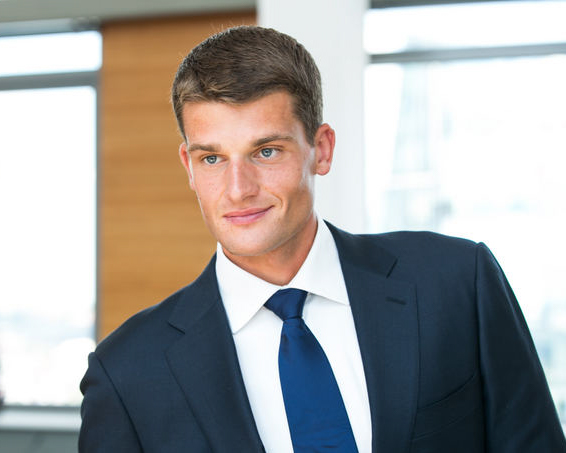
Saulius Ritter im Oktober 2014

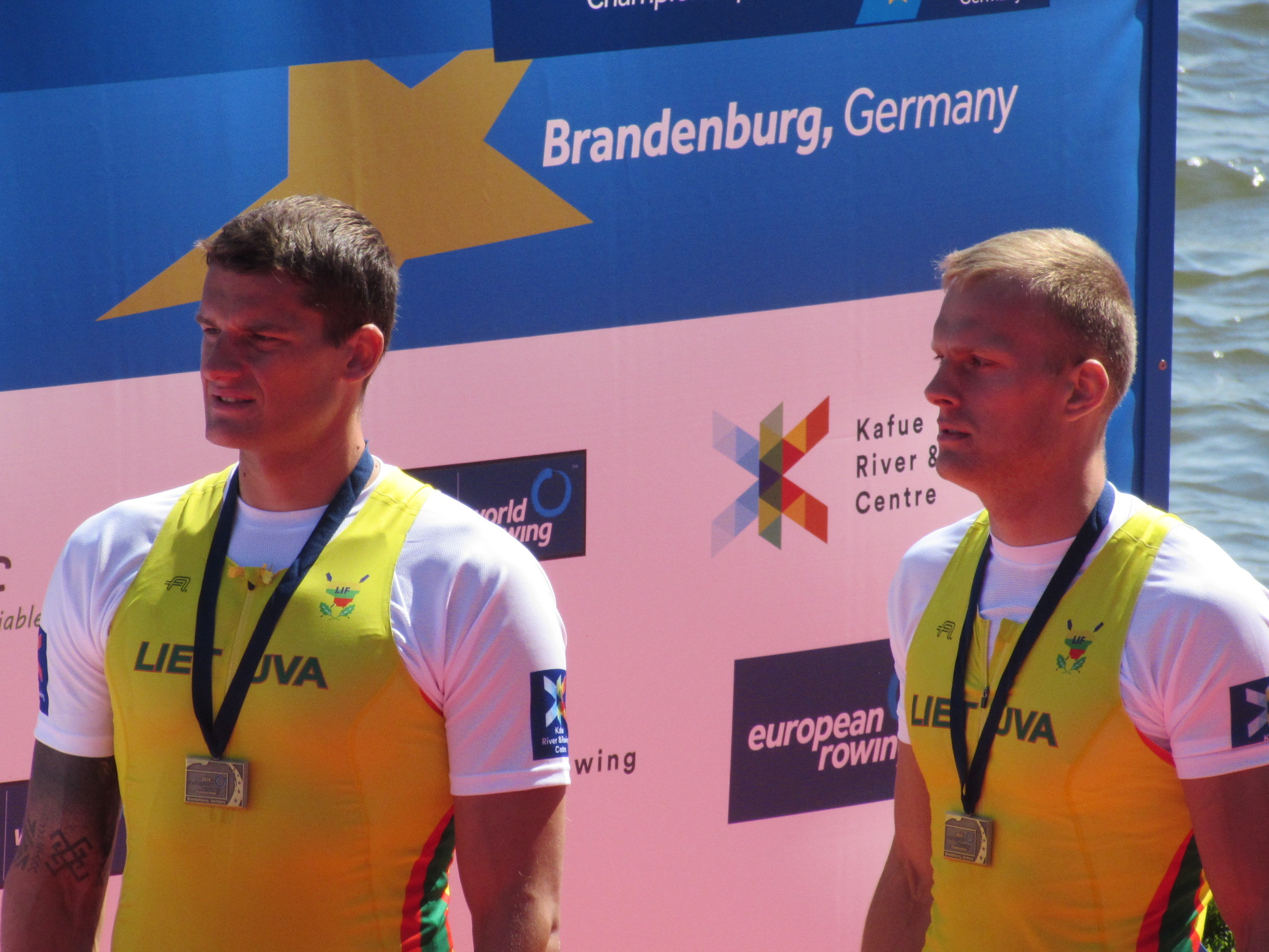
Saulius Ritter (links) und Rolandas Maščinskas bei der Ruder-EM 2016

Saulius Ritter (* 23. August 1988 in Vilnius) ist ein litauischer Ruderer.

## Leben
Mutter Jūratė Jovaišaitė war mehrfache litauische Meisterin im Rudern und trat dem Gewerkschaftsteam der UdSSR bei. Vater Viktor Ritter, Litauer und Nachkomme von Wolgadeutschen, kam während des Militärdienstes in Moskau mit dem Rudern in Berührung, als er CSKA und die sowjetische Ruder-Nationalmannschaft vertrat. Sportlich geprägt zogen die Eltern in Vilnius zwei Söhne auf, Paulius und den jüngeren Saulius. Beide übertrafen ihren Vater um fast sechzig Zentimeter, und übertrafen ihn auch in sportlicher Hinsicht. Paulius spielte Basketball, ging in die USA, um zu studieren und Sport zu treiben. Seine Eltern sind vor vielen Jahren nach Irland ausgewandert und später nach Deutschland gezogen. Seit seiner Jugend lebt und trainiert Saulius alleine in Litauen, fühlte sich aber seiner Familie immer eng verbunden.

## Karriere
Saulius Ritter rudert seit 2001. Bei den Junioren-Weltmeisterschaften 2004 belegte er den siebten Platz im Zweier ohne Steuermann. Obwohl er in den Jahren danach regelmäßig an Junioren-Weltmeisterschaften und später an U23-Weltmeisterschaften teilnahm, blieb das Ergebnis von 2004 seine beste internationale Platzierung bis 2010, als er im Doppelzweier zusammen mit Rolandas Maščinskas die Bronzemedaille bei den U23-Weltmeisterschaften gewann.
Anfang September 2011 belegten die beiden den zehnten Platz bei den Weltmeisterschaften, zwei Wochen später siegten die beiden bei den Europameisterschaften 2011. 2012 nahmen Maščinskas und Ritter an den Olympischen Spielen 2012 teil und belegten dort den sechsten Platz. Bei den Europameisterschaften 2012 belegten sie den vierten Platz. Im Jahr darauf gewannen die beiden Litauer bei den Europameisterschaften die Silbermedaille hinter dem italienischen Boot und vor den Norwegern. Bei den Weltmeisterschaften 2013 siegten die Norweger vor den Litauern und den Italienern. 2014 gewannen Maščinskas und Ritter zum zweiten Mal den Titel bei den Europameisterschaften. In Amsterdam bei den Weltmeisterschaften 2014 siegten die Kroaten vor den Italienern und den Australiern, die viertplatzierten Litauer hatten etwas über eine Zehntelsekunde Rückstand auf Silber und Bronze. 2015 gewannen die Litauer bei den Weltmeisterschaften die Silbermedaille hinter den Kroaten. Bei den Europameisterschaften 2016 siegten die Kroaten vor dem deutschen Boot und den beiden Litauern. Bei den Olympischen Spielen 2016 trat Ritter zusammen mit Mindaugas Griškonis, die beiden gewannen die Silbermedaille hinter den Kroaten. Das war die zweite olympische Medaille im Rudern für Litauen.
2017 belegten Griškonis und Ritter den siebten Platz bei den Europameisterschaften und den vierten Platz bei den Weltmeisterschaften. 2018 trat Ritter mit Dovydas Nemeravičius, Rolandas Maščinskas und Aurimas Adomavičius im Doppelvierer an und gewann die Silbermedaille bei den Europameisterschaften. Nach einem wenig erfolgreichen Jahr 2019 belegte Ritter bei den Europameisterschaften 2020 zusammen mit Mindaugas Griškonis den sechsten Platz im Doppelzweier. Bei der olympischen Regatta in Tokio trat er zusammen mit Aurimas Adomavičius im Doppelzweier an, die beiden belegten den zwölften Platz.
Der 2,03 m große Saulius Ritter studiert an der Mykolas-Romeris-Universität in Vilnius. Im Juli 2015 gewannen Maščinskas und Ritter den Titel bei der Sommer-Universiade 2015.